# یواس‌اس چیکاسکیا (ای‌او-۵۴)
یواس‌اس چیکاسکیا (ای‌او-۵۴) (به انگلیسی: USS Chikaskia (AO-54)) یک کشتی بود که طول آن ۵۵۳ فوت (۱۶۹ متر) بود. این کشتی در سال ۱۹۴۲ ساخته شد.